# 膜果泽泻
膜果泽泻（学名：Alisma lanceolatum）为泽泻科泽泻属的植物。分布在大洋洲、非洲、中亚、欧洲以及中国的新疆等地，一般生长在静水中和沼泽地，目前尚未由人工引种栽培。